# Val-de-Sos
Val-de-Sos is een gemeente in het Franse departement Ariège (regio Occitanie). De plaats maakt deel uit van het arrondissement Foix. Val-de-Sos is op 1 januari 2019 ontstaan door de fusie van de gemeenten Goulier, Sem, Suc-et-Sentenac en Vicdessos. 
1. ↑  Populations de référence 2022.